# Sidoumoukar (Gaoua)
Pour les articles homonymes, voir Sidoumoukar.
Sidoumoukar est une commune rurale dans le département de Gaoua de la province du Poni dans la région Sud-Ouest au Burkina Faso.

## Géographie
Sidoumoukar est situé à 6 km à l'ouest du centre de Gaoua sur la route nationale 11. 

## Santé et éducation
Le centre de soins le plus proche de Sidoumoukar est le centre hospitalier régional (CHR) de la province à Gaoua.